# Bhakti
Bhakti (em sânscrito: भक्ति, "devoção") é uma das três doutrinas ou caminhos básicos prescritos pelo hinduísmo para a liberação espiritual (moksha). De acordo com as características pessoais de cada praticante,  pode-se optar por um ou mais destes caminhos, simultânea ou separadamente e a qualquer tempo ou período de vida.
São eles:
1. Karma, ou o caminho do trabalho sem expectativa sobre os resultados ou frutos por ele produzido.
2. Bhakti, ou o caminho da devoção a um dos múltiplos aspectos do Absoluto (Brâman).
3. Jñana, ou gnosis, o caminho do conhecimento, descobrindo a espiritualidade através do inquirir racional.

São muitos os angas, divisões ou disciplinas de bhakti, instruídos nos Bhakti-sutras e no Bhagavata Purana. Mas há reverências a bhakti em praticamente todas as escrituras hindus, tanto nos shruti, quanto nos smriti. 
Inúmeras seitas hindus se dizem seguidoras de bhakti e atribuem-lhe poderes miraculosos, superiores aos demais caminhos, assim como as inúmeras seitas de seguidores de karma e jñana atribuem poderes fantásticos aos seus respectivos caminhos.
Bhakti-yoga é uma disciplina da ioga para se alcançar bhakti usando o sadhana, ou método de atividades prescritas, como os praticados em outras modalidades da ioga.

## Processos debhakti
Segundo as autoridades no assunto, tais como Narada, Sandhiliya, Vyasa e outros, bhakti é hetu ou "sem causa", "imotivado". Nada pode causar bhakti, e bhakti é auto-propelente, isso é, nenhuma atividade ou processo pode incrementá-lo ou diminuí-lo.
Portanto, métodos tântricos como rezas, recitação repetida de mantras (japa), adoração de ídolos, peregrinações a locais sagrados, e as regras e disciplinas de sadhana não podem provocar qualquer tipo de alteração no estado de bhakti de qualquer entidade viva.
Entretanto, concorda-se que toda vivência no mundo causa alguma evolução na consciência, e assim, pode provocar bhakti ou alterá-lo. Não se pode, então dissociar completamente a experiência sensível da consciência e manifestação dela.